# Lommevogn
En lommevogn er en togvogn til at transportere sættevogne (også kaldet lastbiltrailere) og containere.

## Ulykker
Efter Togulykken på Storebæltsbroen 2019 blev der fra den 8. januar 2019 klokken 12:00, udstedt et midlertidig forbud mod transport af sættevogn i en lommevogn.
Når en jernbanevirksomhed har dokumenteret en række betingelser, må pågældende jernbanevirksomhed genoptage transport af sættevogn i en lommevogn.  Således fik jernbaneselskabet Hector Rail lov til at genoptage transport af sættevogn i en lommevogn den 11. januar 2019. 
I januar 2021 skete en lignende episode på storebæltsbroen hvor en sættevogn stod løst på en lommevogn 